# Titanik 2 (film)
Titanic 2 (poznan tudi kot Titanic ǀǀ) je nizkoproračunski film katastrofe iz leta 2010 s Shanom Van Dykom in z Marie Westbrook v glavnih vlogah. Film ni nadaljevanje filma Titanik, le nadaljevanje resničnega dogodka. Govori o potopu oceanske križarke Titanik 2 na podoben, a hujši in smrtnonosnejši način. 

## Dogajanje
Na Grenlandiji deskar deska na valovih, ki jih ustvarjajo padajoči kosi ledenika, na žalost pa ne sluti nevarnosti. Naenkrat ogromen kos ledu pade v vodo, kar ustvari velik val, ki deskarja dohiti in ga na koncu ubije.
100 let po potopu Titanica krstijo njegovo repliko. Na ladji se spet srečata nekdanji par Amy Maine ter Hayden Walsh in se zaljubita. James, Amyjin oče, ter znanstvenica Kim Patterson na Grenlandiji raziskujeta prej omenjeni erozijski ledenik, nakar ju ledene razpoke začnejo dohitevati. Erozija ustvari cunami, ki vrže ledeno goro v desno stran ladje, kar ponovi usodo in ustvari velik pritisk na turbine, ki naenkrat eksplodirajo ter vzamejo veliko živjenj. Pod kotom približno 20° se Titanik 2 začne prevračati na desno stran. Amy in Hayden pomagata Amyijini hudo poškodovani prijateljici Kelly. Naenkrat večja količina ledu pade v vodo, kar ustvari megacunami, ki že tako prevračajočo ladjo obrne na glavo. Kelly zdrobijo težka vrata, Amy in Hayden pa nadaljujeta do reševalnih čolnov. Ujeta sta v sobi, kjer voda hitro narašča. Ko prispe James, je Hayden že mrtev, preživelih poleg Amy pa je izjemno malo.

## Kritike
Film je prejel negativne ocene večine filmskih kritikov. Na strani Rotten Tomatoes ima film le 15% ocen, ki so pozitivne. Na spletni strani TheCriticalCritics.com so film ocenili kot "mešan", saj je "boljši, kot bi pričakovali, vendar ne tako dober, kot bi upali." Čeprav so bili na splošno označeni kot "precej bledi" in "prepredeni s klišeji filmov katastrofe", so bili nastopi nekaterih članov igralske zasedbe pohvaljeni, zlasti Brucea Davisona kot veterana stotnika obalne straže ZDA. Film kot celota je dobil oceno "Ne moti".
Dread Central je v recenziji dejal: »Odstranite novost imena Titanic II in ostal boš s precej banalnim filmom katastrofe, ki spominja na Pozejdonovo pustolovščino, narejen poceni. Ni dovolj dober, da bi bil privlačen, niti ni narejen, da bi bil namerno slab, in še tako neumen, kot je scenarij, nobeden od njih ni dovolj neumen, da bi zagotovil nenamerno zabavo. Akcija in napetost sta nenehno ovirana, z nizkim proračunom in posebnimi učinki daje odgovor na vprašanje, 'Kakšen bi bil Titanic Jamesa Camerona, če bi večina digitalnih učinkov izgledala kot animacija iz prizora Wii?'«.